# Elecciones municipales del Callao de 1966
Las elecciones municipales del Callao de 1966 se llevaron a cabo el 13 de noviembre de 1963 para elegir al alcalde y al Concejo Provincial del Callao para el periodo 1967-1969. La elección se celebró simultáneamente con elecciones municipales en todo el país.

## Sistema electoral
La Municipalidad Provincial del Callao es el órgano administrativo y de gobierno de la provincia constitucional del Callao. Está compuesta por el alcalde y el Concejo Provincial.
La votación del alcalde y el concejo se realiza en base al sufragio universal alfabeto, que comprende a todos los ciudadanos nacionales mayores de veintiún años, empadronados y residentes en la provincia constitucional del Callao y en pleno goce de sus derechos políticos.
El Concejo Provincial del Callao está compuesto por 19 concejales elegidos por sufragio directo para un período de tres (3) años, en forma conjunta con la elección del alcalde (quien lo preside). La votación es por lista cerrada y bloqueada. Se asigna a cada lista los escaños según el método d'Hondt.

## Partidos y candidatos
A continuación se muestra una lista de los principales partidos y alianzas electorales que participaron en las elecciones:
| Candidatura | Candidatura | Partidos y alianzas | Candidatos | Candidatos                 | Ideología                                           | Resultado previo | Resultado previo | Ref. |
| Candidatura | Candidatura | Partidos y alianzas | Candidatos | Candidatos                 | Ideología                                           | Votos (%)        | Con.             | Ref. |
| ----------- | ----------- | --- | ---------- | -------------------------- | --------------------------------------------------- | ---------------- | ---------------- | ---- |
|             | AP–DC       | Lista - Alianza Acción Popular–Democracia Cristiana (AP–DC) – Acción Popular (AP) – Partido Demócrata Cristiano (DC)                          |            | Jorge Labarthe Gonzáles    | Liberalismo Humanismo Democracia cristiana          | 40.44%           | 6                |      |
|             | APRA–UNO    | Lista - Coalición Partido Aprista Peruano–Unión Nacional Odriísta (APRA–UNO) – Partido Aprista Peruano (APRA) – Unión Nacional Odriísta (UNO) |            | Alberto Venegas Forcelledo | Aprismo Conservadurismo social Populismo de derecha | 32.79%           | 4                |      |
|             | IND         | Lista - Lista Independiente Unión Cívica Independiente del Callao                                                                             |            | Néstor Gambetta Bonatti    | Localismo chalaco                                   | Nuevo            | Nuevo            |      |
|             | IND         | Lista - Lista Independiente Lista Chalaca Independiente                                                                                       |            | Luis Jordan Sánchez        | Localismo chalaco                                   | Nuevo            | Nuevo            |      |

## Resultados

### Sumario general
|                        |                                                                        |              |              |              |            |            |
| Partidos y coaliciones | Partidos y coaliciones                                                 | Voto popular | Voto popular | Voto popular | Concejales | Concejales |
| Partidos y coaliciones | Partidos y coaliciones                                                 | Votos        | %            | +/−          | Total      | +/−        |
|                        | Alianza Acción Popular - Democracia Cristiana (AP–DC)                  | 31,448       | 40.12        | –0.32        | 8          | +2         |
|                        | Coalición Partido Aprista Peruano - Unión Nacional Odriísta (APRA–UNO) | 23,439       | 39.75        | +6.96        | 8          | +4         |
|                        | Lista Independiente Unión Cívica Independiente del Callao              | 9,424        | 13.19        | n/a          | 3          | +3         |
|                        | Lista Independiente N° 5 Atilio Torciani                               | 2,199        | 2.81         | n/a          | 0          | ±0         |
|                        |                                                                        |              |              |              |            |            |
| Total                  | Total                                                                  | 78,387       |              |              | 19         | +5         |
|                        |                                                                        |              |              |              |            |            |
| Votos válidos          | Votos válidos                                                          | 78,387       | 92.00        | +1.36        |            |            |
| Votos en blanco        | Votos en blanco                                                        | 2,646        | 3.11         | –0.85        |            |            |
| Votos nulos            | Votos nulos                                                            | 4,173        | 4.90         | –0.50        |            |            |
| Votos emitidos         | Votos emitidos                                                         | 85,206       | n/d          | n/a          |            |            |
| Abstenciones           | Abstenciones                                                           | n/d          | n/d          | n/a          |            |            |
| Votantes registrados   | Votantes registrados                                                   | n/d          |              |              |            |            |
|                        |                                                                        |              |              |              |            |            |
| Fuente:                |                                                                        |              |              |              |            |            |

### Concejo Provincial del Callao
| Cargo                           | Autoridad electa            | Partido político | Partido político                                          |
| ------------------------------- | --------------------------- | ---------------- | --------------------------------------------------------- |
| Alcalde Provincial del Callao   | Jorge Labarthe Gonzáles     |                  | Alianza AP-DC                                             |
| Concejal Provincial del Callao  | Alfredo Pérez Galleno       |                  | Alianza AP-DC                                             |
| Concejal Provincial del Callao  | Walter Bobadilla Silva      |                  | Alianza AP-DC                                             |
| Concejal Provincial del Callao  | José Arce Adrianzén         |                  | Alianza AP-DC                                             |
| Concejal Provincial del Callao  | Héctor Devia Ramos          |                  | Alianza AP-DC                                             |
| Concejala Provincial del Callao | Irma Paganini de Ardito     |                  | Alianza AP-DC                                             |
| Concejal Provincial del Callao  | Juan Wong Espinoza          |                  | Alianza AP-DC                                             |
| Concejal Provincial del Callao  | Alberto Cumpa Cotos         |                  | Alianza AP-DC                                             |
| Concejala Provincial del Callao | María Company de Roel       |                  | Alianza AP-DC                                             |
| Concejal Provincial del Callao  | Manuel Díaz Silva           |                  | Coalición APRA-UNO                                        |
| Concejal Provincial del Callao  | Julio Gordillo de la Fuente |                  | Coalición APRA-UNO                                        |
| Concejal Provincial del Callao  | Miguel Monteverde Win       |                  | Coalición APRA-UNO                                        |
| Concejal Provincial del Callao  | Nemesio Maldonado Tiravanti |                  | Coalición APRA-UNO                                        |
| Concejal Provincial del Callao  | Julio Faura Santibáñez      |                  | Coalición APRA-UNO                                        |
| Concejal Provincial del Callao  | Abelardo Petrovich Aguero   |                  | Coalición APRA-UNO                                        |
| Concejal Provincial del Callao  | Filiberto Valdivieso Garcés |                  | Coalición APRA-UNO                                        |
| Concejal Provincial del Callao  | Fidel Llaury Revolledo      |                  | Coalición APRA-UNO                                        |
| Concejal Provincial del Callao  | Jorge Zevallos Ortiz Ríos   |                  | Lista Independiente Unión Cívica Independiente del Callao |
| Concejal Provincial del Callao  | Alfredo Casella Relis       |                  | Lista Independiente Unión Cívica Independiente del Callao |
| Concejal Provincial del Callao  | Roberto Sandoval Medina     |                  | Lista Independiente Unión Cívica Independiente del Callao |

## Elecciones municipales distritales

### Resultados por distrito
La siguiente tabla enumera el control de los distritos de la provincia del Callao. El cambio de mando de una organización política se resalta del color de ese partido.
| Distrito                   | Alcalde(sa) titular                                          | Partido político                                             | Partido político                                             | Alcalde(sa) electo(a)    | Partido político | Partido político   |
| -------------------------- | ------------------------------------------------------------ | ------------------------------------------------------------ | ------------------------------------------------------------ | ------------------------ | ---------------- | ------------------ |
| Bellavista                 | Jorge Adriazola Ascue                                        |                                                              | Alianza AP-DC                                                | Luis Ugaz Cárdenas       |                  | Alianza AP-DC      |
| Carmen de La Legua-Reynoso | Creación del distrito (Ley N° 15247, 4 de diciembre de 1964) | Creación del distrito (Ley N° 15247, 4 de diciembre de 1964) | Creación del distrito (Ley N° 15247, 4 de diciembre de 1964) | Marino Pelaez Villarreal |                  | Coalición APRA-UNO |
| La Perla                   | Creación del distrito (Ley N° 15185, 22 de octubre de 1964)  | Creación del distrito (Ley N° 15185, 22 de octubre de 1964)  | Creación del distrito (Ley N° 15185, 22 de octubre de 1964)  | Mario Alegría Campos     |                  | Alianza AP-DC      |
| La Punta                   | Fortunato Marotta Parodi                                     |                                                              | Alianza AP-DC                                                | Santiago Parodi Ramírez  |                  | Alianza AP-DC      |